# Prédateurs nocturnes (Batman)
Prédateurs nocturnes (The Tailor et Lost Cargo) est un album de Batman édité par Semic dans sa collection Semic Books en 2005.
Il est composé de deux arcs narratifs de comics américain de 2004 : The Tailor tiré de Detective Comics n°789 à 794 et réalisé par A.J. Lieberman et Jean-Jacques Dzialowski, ainsi que Lost Cargo tiré de Batman: Legends of the Dark Knight n°177-178 réalisé par Devin K. Grayson et Jean-Jacques Dzialowski.

## Synopsis
Batman et Catwoman doivent lutter contre des triades chinoises qui organisent la traite d'êtres humains.

## Personnages
- Batman/Bruce Wayne
- Catwoman

## Éditeurs
- 2004 : Batman: Legends of the Dark Knight #177-178 (DC Comics)
- 2004 : Detective Comics #789-794 (DC Comics)
- 2005 : Prédateurs nocturnes (Semic, collection Semic Books) : première édition française.